# Individuele paralympische atleten op de Paralympische Zomerspelen 2024
Neutrale Paralympic Athletes is de naam die wordt gebruikt om goedgekeurde Russische en Wit-Russische atleten te vertegenwoordigen tijdens de Paralympische Zomerspelen van 2024, nadat het Internationaal Paralympisch Comité (IPC) de eerdere benamingen van de landen had verboden vanwege de Russische inval in Oekraïne in 2022.
Neutrale atleten strijden onder een vlag met zwarte letters die NPA spellen. Het gebruik van de vlag is beperkt tot tv- en sportpresentaties en tijdens medailleceremonies. Medaillewinsten worden officieel niet geregistreerd op de medailletabel van de Paralympische Spelen van Parijs 2024 en als een neutrale atleet een gouden medaille wint, wordt de Paralympische hymne gespeeld.

## Aantal atleten
Hieronder volgt een overzicht van de atleten die zich  gekwalificeerd hebben voor de Paralympische Zomerspelen van 2024.
| Sport       | Mannen | Vrouwen | Totaal |
| ----------- | ------ | ------- | ------ |
| Atletiek    | 11     | 4       | 15     |
| Kanovaren   | 0      | 2       | 2      |
| Schietsport | 0      | 2       | 2      |
| Tafeltennis | 0      | 3       | 3      |
| Taekwondo   | 1      | 1       | 2      |
| Triatlon    | 1      | 0       | 1      |
| TOTAAL      | 13     | 12      | 25     |

## Deelnemers en resultaten
(m) = mannen, (v) = vrouwen, (g) = gemengd 

### Atletiek

#### Baanonderdelen
| Atleet                | Onderdeel       | Series    | Series | Finale    | Finale |
| Atleet                | Onderdeel       | Resultaat | Rang   | Resultaat | Rang   |
| --------------------- | --------------- | --------- | ------ | --------- | ------ |
| Andrej Vdovin         | 100 m, T37 (m)  |           |        |           |        |
| Aleksandr Jaremtsjoek | 1500 m, T46 (m) |           |        |           |        |
| Anton Koeljatin       | 5000 m, T13 (m) |           |        |           |        |
|                       |                 |           |        |           |        |
| Viktoriia Slanova     | 400 m, T37 (m)  |           |        |           |        |

#### Veldonderdelen
| Paralympiër               | Onderdeel             | Resultaat | Prestatie |
| ------------------------- | --------------------- | --------- | --------- |
| Evgenij Torsoenov         | Verspringen, T36 (m)  |           |           |
| Khetag Khinchagov         | Verspringen, T38 (m)  |           |           |
| Nikita Kotukov            | Verspringen, T47 (m)  |           |           |
| Igor Baskakov             | Kogeslstoten, F11 (m) |           |           |
| Aleksei Churkin           | Kogeslstoten, F32 (m) |           |           |
| Alan Kokoity              | Kogeslstoten, F36 (m) |           |           |
| Albert Tsjinchagov        | Kogeslstoten, F37 (m) |           |           |
| Denis Gnezdilov           | Kogeslstoten, F40 (m) |           |           |
|                           |                       |           |           |
| Aleksandrovna Gontsjarova | Verspringen, T38 (v)  |           |           |
| Evgeniia Galaktionova     | Kogelstoten, F32 (v)  |           |           |
| Irina Vertinskaya         | Kogelstoten, F37 (v)  |           |           |

### Kanovaren
| Atleet                 | Onderdeel | Heats     | Heats | Herkansingen | Herkansingen | A/B finale | A/B finale |
| Atleet                 | Onderdeel | Resultaat | Rang  | Resultaat    | Rang         | Resultaat  | Rang       |
| ---------------------- | --------- | --------- | ----- | ------------ | ------------ | ---------- | ---------- |
| Krystsina Sulzhytskaya | KL2 (v)   |           |       |              |              |            |            |
| Anastasia Miasnikova   | VL2 (v)   |           |       |              |              |            |            |

### Schietsport
| Paralympiër         | Onderdeel                 | Resultaat | Resultaat | Prestatie | Prestatie |
| Paralympiër         | Onderdeel                 | Score     | Rang      | Score     | Rang      |
| ------------------- | ------------------------- | --------- | --------- | --------- | --------- |
| Oksana Berezovskaia | 10 m luchtpistool SH1 (v) |           |           |           |           |
| Daisuke Sasaki      | 10 m luchtgeweer SH1 (g)  |           |           |           |           |

### Taekwondo
| Paralympiër        | Onderdeel  | Resultaat | Prestatie |
| ------------------ | ---------- | --------- | --------- |
| Aliskhab Ramazanov | +80 kg (m) |           |           |
|                    |            |           |           |
| Elena Savinskaya   | –65 kg (v) |           |           |

### Tafeltennis
| Paralympiër                       | Onderdeel            | Groepsfase           | Groepsfase           | Groepsfase           | Positie | Finalefase           | Finalefase           | Finalefase           | Finalefase           | Plaats |
| Paralympiër                       | Onderdeel            | Wedstrijd I          | Wedstrijd II         | Wedstrijd III        | Positie | 1/8e finale          | Kwartfinale          | Halve finale         | Finale               | Plaats |
| Paralympiër                       | Onderdeel            | Tegenstander Uitslag | Tegenstander Uitslag | Tegenstander Uitslag | Positie | Tegenstander Uitslag | Tegenstander Uitslag | Tegenstander Uitslag | Tegenstander Uitslag | Plaats |
| --------------------------------- | -------------------- | -------------------- | -------------------- | -------------------- | ------- | -------------------- | -------------------- | -------------------- | -------------------- | ------ |
| Ivan Karpov                       | Enkelspel, C10 (m)   |                      |                      |                      |         |                      |                      |                      |                      |        |
|                                   |                      |                      |                      |                      |         |                      |                      |                      |                      |        |
| Maljak Aliyeva                    | Enkelspel, C6 (v)    |                      |                      |                      |         |                      |                      |                      |                      |        |
| Victoriya Safanova                | Enkelspel, C7 (v)    |                      |                      |                      |         |                      |                      |                      |                      |        |
| Elena Litvinenko                  | Enkelspel, C8 (v)    |                      |                      |                      |         |                      |                      |                      |                      |        |
| Elena Prokofieva                  | Enkelspel, C9 (v)    |                      |                      |                      |         |                      |                      |                      |                      |        |
|                                   |                      |                      |                      |                      |         |                      |                      |                      |                      |        |
| Maljak Aliyeva Elena Litvinenko   | Dubbelspel, WD14 (v) |                      |                      |                      |         |                      |                      |                      |                      |        |
| Maljak Aliyeva Victoriya Safanova | Dubbelspel, XD17 (g) |                      |                      |                      |         |                      |                      |                      |                      |        |

### Triatlon
| Paralympiër     | Onderdeel             | Resultaat | Prestatie |
| --------------- | --------------------- | --------- | --------- |
| Anna Plotnikova | Individueel, PTS4 (v) | 1:18:49   | 6         |

Afghanistan · 
Algerije · 
Amerikaanse Maagdeneilanden · 
Angola · 
Argentinië · 
Armenië · 
Aruba · 
Australië · 
Azerbeidzjan · 
Bahrein · 
Bangladesh · 
Barbados · 
België · 
Benin · 
Bermuda · 
Bhutan · 
Bosnië en Herzegovina · 
Botswana · 
Brazilië · 
Bulgarije · 
Burkina Faso · 
Burundi · 
Cambodja · 
Canada · 
Centraal-Afrikaanse Republiek · 
Chili · 
China · 
Chinees Taipei · 
Colombia · 
Congo-Brazzaville · 
Congo-Kinshasa · 
Costa Rica · 
Cuba · 
Cyprus · 
Denemarken · 
Dominicaanse Republiek · 
Duitsland · 
Ecuador · 
Egypte · 
El Salvador · 
El Salvador ·
Estland · 
Ethiopië · 
Fiji · 
Filipijnen · 
Finland · 
Frankrijk · 
Gabon · 
Gambia · 
Georgië · 
Ghana · 
Grenada · 
Griekenland · 
Groot-Brittannië · 
Guatemala · 
Guinee · 
Guinee‑Bissau · 
Haïti · 
Honduras · 
Hongarije · 
Hongkong · 
Ierland · 
IJsland · 
India · 
Indonesië · 
Irak · 
Iran · 
Israël · 
Italië · 
Ivoorkust · 
Jamaica · 
Japan · 
Jemen · 
Jordanië · 
Kaapverdië · 
Kameroen · 
Kazachstan · 
Kenia · 
Kirgizië ·
Kiribati ·  
Koeweit · 
Kosovo · 
Kroatië · 
Laos · 
Lesotho · 
Letland · 
Libanon · 
Liberia · 
Libië · 
Litouwen · 
Luxemburg ·
Macau ·   
Malawi · 
Malediven · 
Maleisië · 
Mali · 
Malta · 
Marokko · 
Mauritius · 
Mexico · 
Moldavië · 
Mongolië · 
Montenegro · 
Mozambique ·
Myanmar ·  
Namibië · 
Nederland · 
Nepal · 
Nicaragua · 
Nieuw-Zeeland · 
Niger · 
Nigeria · 
Noord-Macedonië · 
Noorwegen · 
Oeganda · 
Oekraïne · 
Oezbekistan · 
Oman · 
Oostenrijk · 
Oost-Timor · 
Pakistan · 
Palestina · 
Panama · 
Papoea-Nieuw-Guinea · 
Paraguay ·
Peru · 
Polen · 
Portugal · 
Puerto Rico · 
Qatar · 
Roemenië · 
Russisch Paralympisch Comité ·
Rwanda · 
Saint Vincent en Grenadines ·
Salomonseilanden ·  
Samoa · 
Saoedi-Arabië · 
Sao Tomé en Principe · 
Senegal · 
Servië · 
Seychellen · 
Sierra Leone · 
Singapore · 
Slovenië · 
Slowakije · 
Somalië · 
Spanje · 
Sri Lanka · 
Syrië · 
Tadzjikistan · 
Tanzania · 
Thailand · 
Togo · 
Tonga · 
Trinidad en Tobago · 
Tsjechië · 
Tunesië · 
Turkije · 
Turkmenistan · 
Uruguay · 
Vanuatu · 
Venezuela · 
Verenigde Arabische Emiraten · 
Verenigde Staten · 
Vietnam · 
Vietnam · 
Zambia
Zimbabwe · 
Zuid-Afrika · 
Zuid-Korea · 
Zweden · 
Zwitserland
individuele paralympische atleten · 
Paralympisch Vluchtelingen Team